# Rejon brasławski
Rejon brasławski (biał. Бра́слаўскі раё́н, Brasłaŭski rajon) – rejon w północnej Białorusi, w obwodzie witebskim. Leży na terenie dawnego powiatu brasławskiego, w 1842 zastąpionego powiatem nowoaleksandrowskim.

## Geografia
Rejon brasławski ma powierzchnię 2270,07 km². Lasy zajmują powierzchnię 804,90 km², bagna 186,69 km², obiekty wodne 209,03 km².

## Demografia
W rejonie znajduje się 639 miejscowości, w tym miasto Brasław (10,1 tys.), osiedle typu miejskiego Widze (2,2 tys.) Największe wsie: Druja (1,2 tys.), Achremowce (1,4 tys.), Słabodka (800), Opsa (700), Pogoszcze (500), Dalekie (400), Widze-Łowczyńskie (400), Drzyświaty (300). Przeważają jednak wsie niewielkie; zachowało się wiele chutorów.
Liczba ludności:
- 1989: 35 700
- 2005: 33 200
- W 2009 roku rejon zamieszkiwało 29 175 osób, w tym 11 279 w mieście i osiedlu typu miejskiego i 17 896 na wsi[2].

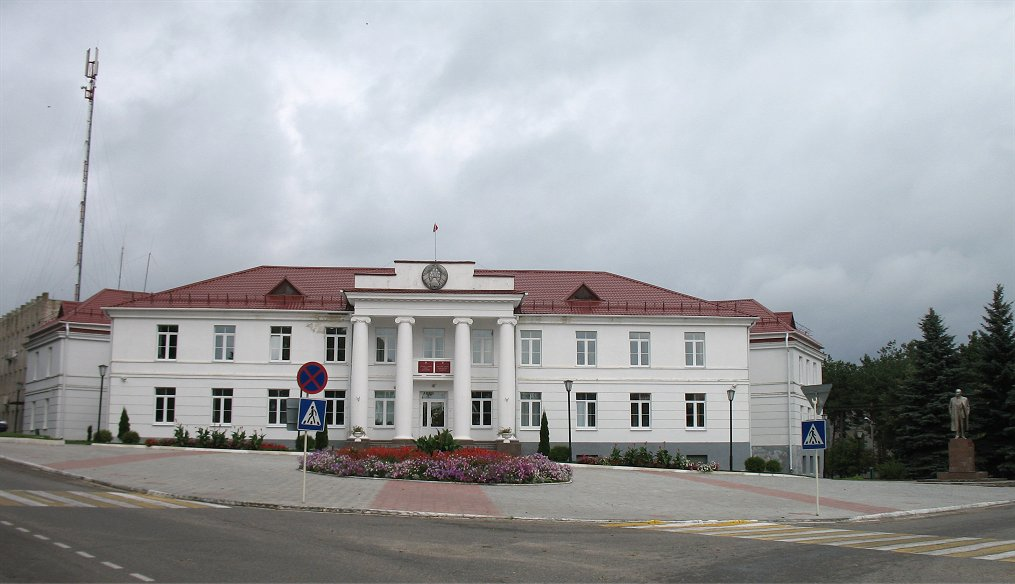
Administracja rejonu

- 1 stycznia 2010 roku rejon zamieszkiwało ok. 29 100 osób, w tym ok. 11 300 w mieście i osiedlu typu miejskiego i ok. 17 800 na wsi[3].

Skład etniczny ludności: Białorusini – 52%, Polacy – 27%, Rosjanie – 16%.